# 9-та фольксгренадерська дивізія (Третій Рейх)
9-та фольксгренадерська дивізія (Третій Рейх) (нім. 9. Volks-Grenadier-Division) — гренадерська піхотна дивізія вермахту за часів Другої світової війни.

## Історія
9-та фольксгренадерська дивізія була створена 13 жовтня 1944 року в Есб'єргу (Данія) на базі незначних залишків 9-ї піхотної дивізії та недоформованої, так званої «тіньової» дивізії «Денневіц» (нім. Schatten-Division "Dennewitz").

## Райони бойових дій
- Ардени, Люксембург та Німеччина (жовтень 1944 — квітень 1945).

## Командування

### Командири
- генерал-майор Вернер Кольб (нім. Werner Kolb) (9 жовтня 1944 — 30 квітня 1945).

## Нагороджені дивізії
Нагороджені дивізії
|  | Кавалери Срібного Німецького Хреста                                                                        | 1                                   |
|  | Кавалери Лицарського хреста Залізного хреста                                                               | 2 в тому числі, одне непідтверджене |
|  | Кавалери Почесної відзнаки Сухопутних військ «Почесна застібка на орденську стрічку для Сухопутних військ» | 1                                   |